# 호엘 곤살레스
호엘 곤살레스 보니야(스페인어: Joel González Bonilla, 1989년 9월 30일~)는 스페인의 태권도 선수이다. 2012년 하계 올림픽 남자 플라이급에서 금메달을 획득했고 2016년 하계 올림픽에서 남자 페더급 동메달을 획득했다. 또한 세계 선수권 대회에서 금메달 2개, 은메달 1개, 유러피언 게임에서 동메달 1개, 유럽 선수권 대회에서 금메달 2개, 동메달 1개를 획득했다.